# لاعصارية
لاعصارية هي متلازمة تتميز كيميائيًا بغياب إنزيم الببسين وحمض الهيدروكلوريك في العصارة الهضمية. تتميز سريريًا باضطرابات المعدة الشائعة، الأمعاء والعصبية.[بحاجة لمصدر]